# Иран на Светском првенству у атлетици на отвореном 2015.
Иран је учествовао на Светском првенству у атлетици на отвореном 2015. одржаном у Пекингу од 22. до 30. августа дванаести пут. Репрезентацију Ирана представљало је 6 такмичара (5 мушкараца и 1 жена) који су се такмичили у 5 дисциплина.,
На овом првенству такмичари Ирана нису освојили ниједну медаљу нити су остварили неки резултат.

## Учесници
| Мушкарци: - Реза Гасеми — 100 м - Хасан Тафтијан — 100 м - Mohammad Hossein Abareghi — 200 м - Мухамед Џафар Моради — Маратон - Ехсан Хадади — Бацање диска | Жене: - Лејла Раџаби — Бацање кугле |  |

## Резултати

### Мушкарци
| Атлетичар                 | Дисциплина   | Лични рекорд | Предтакмичење | Предтакмичење | Квалификације  | Квалификације  | Полуфинале           | Полуфинале           | Финале               | Финале               | Детаљи                                      |
| Атлетичар                 | Дисциплина   | Лични рекорд | Резултат      | Место         | Резултат       | Место          | Резултат             | Место                | Резултат             | Место                | Детаљи                                      |
| ------------------------- | ------------ | ------------ | ------------- | ------------- | -------------- | -------------- | -------------------- | -------------------- | -------------------- | -------------------- | ------------------------------------------- |
| Реза Гасеми               | 100 м        | 10,12        | слободни      | слободни      | 10,25          | 6. у гр. 7     | Није се квалификовао | Није се квалификовао | Није се квалификовао | 34 / 68 (71)         | Архивирано на веб-сајту (24. новембар 2015) |
| Хасан Тафтијан            | 100 м        | 10,10 НР     | слободни      | слободни      | 10,10 кв, =НР  | 4. у гр. 6     | 10,20                | 4. у гр. 6           | Није се квалификовао | 20 / 68 (72)         | Архивирано на веб-сајту (26. новембар 2015) |
| Mohammad Hossein Abareghi | 200 м        | 20,47 НР     |               |               | није стартовао | није стартовао | није се квалификовао | није се квалификовао | није се квалификовао | није се квалификовао | Архивирано на веб-сајту (21. октобар 2015)  |
| Мухамед Џафар Моради      | Маратон      | 2:17:41 НР   |               |               |                |                |                      |                      | није завршио трку    | није завршио трку    | Архивирано на веб-сајту (23. август 2015)   |
| Ехсан Хадади              | Бацање диска | 69,32 АЗР    |               |               | 60,39          | 10. у гр. Б    |                      |                      | Није се квалификовао | 24 / 30 (31)         | Архивирано на веб-сајту (30. новембар 2015) |

### Жене
| Атлетичарка  | Дисциплина   | Лични рекорд | Квалификације | Квалификације | Полуфинале | Полуфинале | Финале                | Финале  | Детаљи |
| Атлетичарка  | Дисциплина   | Лични рекорд | Резултат      | Место         | Резултат   | Место      | Резултат              | Место   | Детаљи |
| ------------ | ------------ | ------------ | ------------- | ------------- | ---------- | ---------- | --------------------- | ------- | ------ |
| Лејла Раџаби | Бацање кугле | 18,18 НР     | 17,04         | 9. у гр. Б    |            |            | Није се квалификовала | 18 / 24 |        |